# Mtubatuba
Mtubatuba ist eine Stadt in der südafrikanischen Provinz KwaZulu-Natal. Sie befindet sich in der gleichnamigen Gemeinde im Distrikt UMkhanyakude. Sie ist der Sitz der Gemeinde. 2011 hatte die Stadt 27.237 Einwohner.

## Geografie
Mtubatuba liegt etwa 200 Kilometer nördlich von Durban und ungefähr 55 Kilometer nördlich von Richards Bay auf einer Höhe von 67 Metern über dem Meeresspiegel. Die N2 tangiert die Stadt. Der Umfolozi River fließt südlich der Stadt vorbei. Bis zur Küste sind es 30 Kilometer.
Die durchschnittliche Niederschlagsmenge in Mtubatuba beträgt 658 Millimeter. Der meiste Niederschlag fällt im Sommer (Oktober bis März). Die geringste Niederschlagsmenge gibt es mit 19 Millimetern im Juli. Der meiste Niederschlag fällt im Februar (88 Millimeter). Die durchschnittliche Höchsttemperatur in Mtubatuba variiert von 23,6 °C im Juli bis zu 30 °C im Januar. Der kälteste Monat ist der Juli. Hier liegen die durchschnittlichen Tiefsttemperaturen nachts bei 11,1 °C.

## Geschichte
1903 wurde Mtubatuba als Gleisanschluss gegründet. Namensgeber war ein Zuluhäuptling. 1916 entstanden hier eine Zuckerfabrik und einige wichtige Dienstleistungsbetriebe. Der Ort erlitt 1918 und 1925 durch Fluten erhebliche Zerstörungen. In den späten 1920er Jahren wurde begonnen, das sumpfige Gebiet mithilfe von Entwässerungskanälen trockenzulegen. 1950 erlangte Mtubatuba den Status einer offiziellen Siedlung.

## Wirtschaft
In Mtubatuba stützen sich die Erwerbsgrundlagen zum größten Teil auf die Landwirtschaft. Die wichtigsten Produkte sind Nutzhölzer und Zucker. In River View gibt es eine Zuckermühle. Auch der Tourismus spielt für die Stadt eine wichtige Rolle, da sie in der Nähe von vielen Naturschutzgebieten wie dem iSimangaliso-Wetland-Park liegt.